# Qaraqīya Aūdany
Qaraqīya Aūdany är ett distrikt i Kazakstan. Det ligger i oblystet Mangghystau, i den sydvästra delen av landet, 1 600 km sydväst om huvudstaden Astana.